# Revelstoke (Devon)
Revelstoke is een plaats en voormalige civil parish in het Engelse graafschap Devon en telde in 1931 volgens de laatste census 347 inwoners. Op 1 april 1935 werd de civil parish opgeheven en opgenomen in de nieuwe civil parish Newton and Noss.
Revelstoke wordt voor het eerst genoemd in 1198 toen Richard Revel, Lord of Stoke, het de naam Revelstoke gaf. Rond 1225 werd aan de kust een kerk gebouwd, toegewijd aan St Peter. Rond 1840 liep deze kerk ernstige beschadigingen op tijdens een storm. Rond 1870 werd door toenmalig Lord Revelstoke op enige afstand een nieuwe kerk gebouwd die ook de naam Church of St Peter kreeg. De oude kerk wordt sindsdien aangeduid met de naam Church of St Peter the Poor Fisherman (kerk van Petrus de arme visser). Het dak over de zuidelijke ingang en zijbeuk is nog intact, dat over het middenschip is ingestort. Jaarlijks worden er in de zomer nog enkele kerkdiensten gehouden.